# 颜勤礼
颜勤礼（597年—664年），字敬，京兆府长安县（今陕西省西安市）人，祖籍琅邪郡临沂县（今山东省临沂市），唐朝官员，书法家颜真卿的曾祖。现西安碑林尚存颜真卿所书「颜勤礼碑」，即為他幫曾祖父所寫的神道碑。

## 家庭

### 高祖
- 颜见远，南齐御史中丞

### 曾祖
- 颜协，南梁湘东王记室参军，《文苑》有传

### 祖父
- 颜之推，北齐给事黄门侍郎，隋朝东宫学士，《北齐书》有传

### 父母
- 颜思鲁，唐朝秦王记室参军、仪同
- 陈郡殷氏，北周御正中大夫殷英童之女

### 兄弟姐妹
- 颜师古，唐朝秘书监
- 颜相时，唐朝礼部侍郎
- 颜育德，唐朝太子通事舍人

### 夫人
- 殷懿姬，原配，出自陈郡殷氏，南梁丹杨诏狱监殷不占曾孙女，北周御史大夫、隋朝晋熙郡太守、建安县开国男殷英童孙女，殷知乐之女，生二子[1]
- 河东柳氏，继室，隋朝司农寺导官署令柳则之女，唐朝中书令柳奭妹妹，生五子

### 子女
- 颜昭甫，唐朝晋王曹王侍读，赠华州刺史
- 颜敬仲，唐朝吏部郎中
- 颜殆庶
- 颜无恤
- 颜辟非
- 颜少连
- 颜务滋